# WTT重庆冠军赛
WTT重庆冠军赛（英語：WTT Champions Chongqing），是世界乒乓球职业大联盟6项WTT冠军赛之一，属于WTT系列赛的第3级别赛事，每年在中国重庆市巴南区的华熙文体中心举行。
WTT重庆冠军赛于2024年5月创办，是继新乡市后第二个举办冠军赛的中国城市。赛事奖金为80万美元，重庆冠军赛设置男子单打和女子单打两个项目，各项目冠军将获得1000点世界排名积分，为32签位。
2024年赛事由长安汽车冠名。樊振东和孙颖莎分别获得首个男子和女子冠军。

## 历届决赛

### 男子单打
| 年份   | 冠军   | 亚军   | 比分 |
| ------ | ------ | ------ | ---- |
| 2024年 | 樊振东 | 王楚钦 | 4:3  |
| 2025年 | 王楚钦 | 林詩棟 | 4:1  |

### 女子单打
| 年份   | 冠军   | 亚军   | 比分 |
| ------ | ------ | ------ | ---- |
| 2024年 | 孙颖莎 | 王曼昱 | 4:3  |
| 2025年 | 孫穎莎 | 陈幸同 | 4:0  |